# Banestien Hadsund Gistrup
|  | Sammenskrivningsforslag Artiklen Banestien Hadsund Gistrup er foreslået føjet ind i Aalborg-Hadsund Jernbane. (Siden september 2020) Diskutér forslaget |

Det er muligt at cykle ad den tidligere Aalborg-Hadsund Jernbane fra Hadsund til Gistrup. Turen er 50 km. Langt det meste af stien er asfalteret.

## Stiens forløb
Langt hovedparten af ruten er asfalteret, men igennem nogle af byerne må man forlade banen, og finde den igen på den anden side.
- Mellem Hadsund og Kongerslev følger man blot den asfalterede banesti Regional cykelrute 21
- Mellem Kongerslev og Storvorde er banen en lokal, ikke skiltet sti, så her er der behov for et kort f.eks. http://railtrails.dk/banestier.html
- Mellem Storvorde og Gistrup bliver banen til Limfjordsruten, banestien slutter i Gistrup men cykelruten fortsætter til Aalborg

## Tilknyttede stier

### Naturstien Havndal - Hadsund
Randers - Hadsundbanen er asfalteret fra Hadsund Syd til Åmølle.
Mellem Åmølle og Havndal er den udlagt til grusbelagt natursti.
Se http://railtrails.dk/banestier.html Midtjylland: Havndal - Hadsund

### Cykelsti Gistrup - Aalborg
Fra Gistrup til Aalborg er der separate cykelstier (Limfjordsruten).

### Nordsøruten
Banestien indgår i The North Sea Cycle Route, som er en 6.000 km lang cykelrute rundt om Nordsøen gennem Danmark, Tyskland, Holland, Belgien, England, Skotland, Norge og Sverige.

## Udbygning
Ideen om etablering af en regional cykelsti har eksisteret siden banen blev nedlagt i 1969.
Skørping byråd ville hellere sælge arealerne til de landmænd, som mange steder allerede havde inddraget banearealet i driften. Danmarks Naturfredningsforening besluttede derfor at rejse fredningssag for strækningen mellem Lindenborg å og Hadsund.
I 1978 blev der afsagt fredningskendelse, og banearealerne fra Vaarst i Aalborg Kommune til Visborg i Hadsund kommune blev sikret og overdraget til Nordjyllands amtsråd.
I 1984 etablerede Nordjyllands amt cykelsti på den gamle bane fra Veddum til Visborg og i 1988 hele vejen fra Hadsund til Kongerslev.
Strækningen fra Kongerslev til Storvorde blev ikke inddraget i den officielle cykelrute.

## Faciliteter
Der er langs naturstien oprettet primitive overnatningspladser, hvor der er etableret shelter, multtoilet og vandhane. De findes i Veddum (https://udinaturen.dk/shelter/3537), Bælum (https://udinaturen.dk/shelter/6760), Komdrup (https://udinaturen.dk/shelter/388) og Lundby Krat (https://udinaturen.dk/shelter/386)

## Galleri
- Rasteplads ved Vaarst
- Skelund Kirke set var cykelstien. Ved graverhuset er der borde og bænke samt adgang til toilet. Vil man se kirken bør man ringe til graveren dagen før
- Snevolde ved Veddum
- Solpletten en rasteplads ved Solbjerg Station
- Rasteplads i Solbjerg Sønderskov